# Damernas lagtävling i bågskytte vid olympiska sommarspelen 2008
Huvudartikel: Bågskytte vid olympiska sommarspelen 2008
Damernas lagtävling i bågskytte vid olympiska sommarspelen 2008 var en del av bågskyttetävlingarna vid olympiska sommarspelen 2008 i Beijing. Tävlingarna hölls vid Olympic Green Archery och varade från 9 till 11 augusti. Först hölls en rankingrunda, och därefter slogs deltagarna ut två mot två. 

## Medaljörer
| Klass     | Guld                                             | Silver                                | Brons                                                     |
| Lag damer | Sydkorea Park Sung-Hyun Yun Ok-Hee Joo Hyun-Jung | Kina Zhang Juanjuan Chen Ling Guo Dan | Frankrike Virginie Arnold Sophie Dodemont Bérangère Schuh |

## Resultat

### Rankingrunda
| Rankning | Lag                                                                       | 1 halvan | 2 halvan | 10-poängare | Bommar | Resultat |
| 1        | Sydkorea                                                                  | 1011     | 993      | 96          | 36     | 2004 OR  |
| -------- | ------------------------------------------------------------------------- | -------- | -------- | ----------- | ------ | -------- |
| 1        | Park Sung-Hyun                                                            | 336      | 337      | 34          | 12     | 673      |
| 1        | Yun Ok-Hee                                                                | 336      | 331      | 30          | 14     | 667      |
| 1        | Joo Hyun-Jung                                                             | 339      | 325      | 32          | 10     | 664      |
| 2        | Storbritannien                                                            | 983      | 959      | 56          | 12     | 1925     |
| 2        | Alison Williamson                                                         | 325      | 326      | 22          | 3      | 651      |
| 2        | Naomi Folkard                                                             | 329      | 322      | 21          | 6      | 651      |
| 2        | Charlotte Burgess                                                         | 312      | 311      | 13          | 3      | 623      |
| 3        | Kina                                                                      | 975      | 941      | 55          | 25     | 1916     |
| 3        | Chen Ling                                                                 | 330      | 315      | 18          | 7      | 645      |
| 3        | Guo Dan                                                                   | 322      | 314      | 21          | 8      | 636      |
| 3        | Zhang Juanjuan                                                            | 323      | 312      | 16          | 10     | 635      |
| 4        | Polen                                                                     | 952      | 956      | 56          | 21     | 1908     |
| 4        | Małgorzata Ćwieńczek                                                      | 323      | 322      | 27          | 10     | 645      |
| 4        | Justyna Mospinek                                                          | 321      | 322      | 16          | 6      | 643      |
| 4        | Iwona Marcinkiewicz                                                       | 308      | 312      | 13          | 5      | 620      |
| 5        | Frankrike                                                                 | 946      | 957      | 59          | 18     | 1903     |
| 5        | Bérangère Schuh                                                           | 323      | 322      | 24          | 9      | 645      |
| 5        | Sophie Dodemont                                                           | 313      | 319      | 13          | 2      | 632      |
| 5        | Virginie Arnold                                                           | 310      | 316      | 22          | 7      | 626      |
| 6        | Indien                                                                    | 959      | 938      | 60          | 20     | 1897     |
| 6        | Laishram Bombaya Devi                                                     | 319      | 318      | 22          | 9      | 637      |
| 6        | Dola Banerjee                                                             | 319      | 314      | 20          | 8      | 633      |
| 6        | Pranitha Devi                                                             | 321      | 306      | 18          | 3      | 627      |
| 7        | Japan                                                                     | 949      | 932      | 52          | 18     | 1881     |
| 7        | Nami Hayakawa                                                             | 326      | 323      | 22          | 9      | 649      |
| 7        | Sayoko Kitabatake                                                         | 317      | 299      | 17          | 5      | 616      |
| 7        | Yuki Hayashi                                                              | 306      | 310      | 13          | 4      | 616      |
| 8        | [[Fil:Flag of Chinese Taipei for Olympic games.svg\|border\|17px]] Taiwan | 945      | 926      | 52          | 13     | 1871     |
| 8        | Yuan Shu Chi                                                              | 334      | 318      | 23          | 7      | 652      |
| 8        | Wu Hui Ju                                                                 | 320      | 314      | 19          | 5      | 634      |
| 8        | Wei Pi-Hsiu                                                               | 291      | 294      | 10          | 1      | 585      |
| 9        | Italien                                                                   | 926      | 916      | 42          | 15     | 1842     |
| 9        | Natalia Valeeva                                                           | 316      | 318      | 14          | 2      | 634      |
| 9        | Pia Carmen Maria Lionetti                                                 | 310      | 303      | 18          | 7      | 613      |
| 9        | Elena Tonetta                                                             | 300      | 295      | 10          | 6      | 595      |
| 10       | Colombia                                                                  | 926      | 915      | 50          | 12     | 1841     |
| 10       | Ana Rendón                                                                | 319      | 328      | 22          | 6      | 647      |
| 10       | Natalia Sánchez                                                           | 328      | 315      | 20          | 5      | 643      |
| 10       | Sigrid Romero                                                             | 279      | 272      | 8           | 1      | 551      |

### Bronsmatch
|           | Resultat  |                |
| --------- | --------- | -------------- |
| Frankrike | 203 - 201 | Storbritannien |

### Final
| Rankning | Lagmedlemmar                            | Plats           | Pilar           | Pilar           | Pilar           | Resultat |
| -------- | --------------------------------------- | --------------- | --------------- | --------------- | --------------- | -------- |
| Guld     | Sydkorea                                | 24-match totalt | 24-match totalt | 24-match totalt | 24-match totalt | 224      |
| Guld     | Joo Hyun-Jung Yun Ok-Hee Park Sung-Hyun | 1               | 9               | 9               | 9               | 27       |
| Guld     | Joo Hyun-Jung Yun Ok-Hee Park Sung-Hyun | 1               | 8               | 9               | 10              | 27       |
| Guld     | Joo Hyun-Jung Yun Ok-Hee Park Sung-Hyun | 2               | 10              | 10              | 9               | 29       |
| Guld     | Joo Hyun-Jung Yun Ok-Hee Park Sung-Hyun | 2               | 9               | 9               | 10              | 28       |
| Guld     | Joo Hyun-Jung Yun Ok-Hee Park Sung-Hyun | 3               | 10              | 10              | 8               | 28       |
| Guld     | Joo Hyun-Jung Yun Ok-Hee Park Sung-Hyun | 3               | 9               | 9               | 10              | 28       |
| Guld     | Joo Hyun-Jung Yun Ok-Hee Park Sung-Hyun | 4               | 9               | 9               | 10              | 28       |
| Guld     | Joo Hyun-Jung Yun Ok-Hee Park Sung-Hyun | 4               | 10              | 9               | 10              | 29       |
| Silver   | Kina                                    | 24-match totat  | 24-match totat  | 24-match totat  | 24-match totat  | 215      |
| Silver   | Chen Ling Guo Dan Zhang Juanjuan        | 1               | 9               | 7               | 10              | 26       |
| Silver   | Chen Ling Guo Dan Zhang Juanjuan        | 1               | 10              | 8               | 8               | 26       |
| Silver   | Chen Ling Guo Dan Zhang Juanjuan        | 2               | 9               | 8               | 10              | 27       |
| Silver   | Chen Ling Guo Dan Zhang Juanjuan        | 2               | 9               | 9               | 9               | 27       |
| Silver   | Chen Ling Guo Dan Zhang Juanjuan        | 3               | 10              | 9               | 10              | 29       |
| Silver   | Chen Ling Guo Dan Zhang Juanjuan        | 3               | 8               | 7               | 9               | 28       |
| Silver   | Chen Ling Guo Dan Zhang Juanjuan        | 4               | 9               | 10              | 9               | 28       |
| Silver   | Chen Ling Guo Dan Zhang Juanjuan        | 4               | 9               | 10              | 9               | 28       |

## Rekord
| Datum      | Rekord            | Omgång          | Namn                                                    | Nation    | Poäng | OR | WR |
| ---------- | ----------------- | --------------- | ------------------------------------------------------- | --------- | ----- | -- | -- |
| 9 augusti  | 216 pilar ranking | Rankingrunda    | Park Sung-Hyun Yun Ok-Hee Joo Hyun-Jung                 | Sydkorea  | 2004  | OR |    |
| 10 augusti | 24-pilsmatch      | Första omgången | Natalia Valeeva Pia Carmen Maria Lionetti Elena Tonetta | Italien   | 215   | OR |    |
| 10 augusti | 24-pilsmatch      | Kvartsfinal     | Bérengère Schuh Sophie Dodemont Virginie Arnold         | Frankrike | 218   | OR |    |
| 10 augusti | 24-pilsmatch      | Kvartsfinal     | Park Sung-Hyun Yun Ok-Hee Joo Hyun-Jung                 | Sydkorea  | 231   | OR | WR |